# Lena Hanno
Lena Hanno Clyne född Lena Gunilla Johansson 27 mars 1957 i Malmberget, är en svensk manusförfattare, producent, teater- och filmregissör.

## Filmografi
| År   | Film                | Regissör | Manus | Producent | anteckning     |
| ---- | ------------------- | -------- | ----- | --------- | -------------- |
| 1992 | Manskören           |          |       |           | även klippning |
| 1996 | Istider             |          |       |           | även klippning |
| 1999 | To Be Continued     |          |       |           |                |
| 2002 | This Is Not a Film  |          |       |           | även klippning |
| 2002 | Satungen            |          |       |           |                |
| 2003 | Min skäggiga mamma  |          |       |           |                |
| 2003 | Misa mi             |          |       |           |                |
| 2004 | Falla vackert       |          |       |           |                |
| 2006 | Susanne blir singel |          |       |           |                |
| 2016 | Siv sover vilse     |          |       |           |                |